# Мая Гадерлап
Мая Гадерлап (нім. Maja Haderlap; 8 березня 1961, Айзенкаппель-Феллах, Каринтія) — австрійська письменниця.

## Біографія
Народилася у Каринтії, належить до словенської меншини, пише словенською та німецькою мовами. Вивчала германістику та історію театру у Віденському університеті, захистила дисертацію з театрознавства. Дебютувала книгою віршів 1983 року. Читала лекції і курирувала видавничу програму в Клагенфуртському університеті. Завідувала літературною частиною Клагенфуртського міського театру (1992—2007), написала історію театру за ці роки. Видавала літературний журнал каринтійських словенців «Mladje». Перекладала зі словенської вірші Сречко Косовела і Таї Крамбергер.
Член Грацівської спільноти авторів. Живе в Клагенфурті.

## Твори
- Žalik pesmi, вірші (1983)
- Bajalice, вірші (1987)
- Gedichte — Pesmi — Поеми (1989)
- Der Papalagi, інсценування пародійно-сатиричного роману Ганса Пааше (1990)
- Deček in sonce, проза (2000)
- Між політикою і культурою/ Med politiko in kulturo, есе (2001)
- Das Stadttheater Klagenfurt 1992 bis 2007. Die Ära Dietmar Pflegerl (2007)
- Ангел забуття, роман-сага/ Engel des Vergessens (2011; премія Інґеборґ Бахман, 2011; премія Бруно Крайского за політичну книгу, 2011, та ін; переизд. 2012, 2013; словен. пер. 2012)

## Визнання
Заохочувальна премія землі Каринтія (1983). Премія Фонду Прешерна (1989). Премія Губерта Бурди (2004). Почесний знак землі Каринтія (2011). Премія Вінценца Ріцці (2013) та ін. Почесний доктор Клагенфуртського університету (2012).